# Cochliobolus chloridis
Cochliobolus chloridis är en svampart som beskrevs av Alcorn 1978. Cochliobolus chloridis ingår i släktet Cochliobolus och familjen Pleosporaceae.   Inga underarter finns listade i Catalogue of Life.